# Sde Boker
Sde Boker (in ebraico: שְׂדֵה בּוֹקֵר, let. Il campo del mattino) è un kibbutz nel deserto del Negev nel sud d'Israele, sotto la giurisdizione del consiglio regionale Ramat HaNegev. Più conosciuto per essere la casa del 1º primo ministro d'Israele, David Ben Gurion.

## Storia
Il kibbutz fu fondato il 15 maggio 1952.
Nel 1953 il primo ministro israeliano David Ben Gurion dopo essersi dimesso dal suo ufficio si trasferì al kibbutz. Anche dopo il suo ritorno alla politica, nel 1955, continuò a vivere nel kibbutz fino alla sua morte nel 1973.
Ben Gurion si trasferì nel kibbutz per seguire la sua visione di coltivare il Negev, arido abbandonato, e di costruire città come Yeruham e Dimona. Credeva che il Negev avrebbe potuto essere la casa per i molti ebrei che si sarebbero trasferiti in Israele dopo avere fatto l'aliyah, sentì che Sde Boker sarebbe stato un esempio per il futuro.

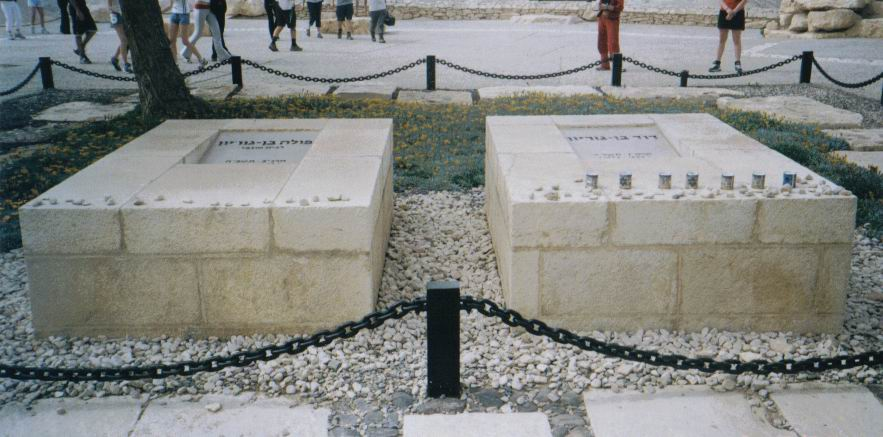
Le tombe di Paula e David Ben Gurion

Alla sua morte fu sepolto nelle vicinanze del kibbutz, a Midreshet Ben Gurion, accanto a sua moglie Paula Ben Gurion.